# Kian Egan

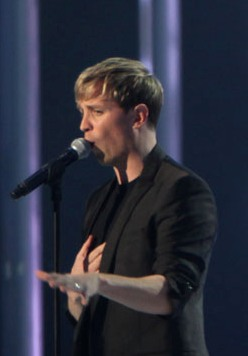
Kian Egan, 2009

Kian John Francis Egan (* 29. April 1980 in Sligo) ist ein irischer Popsänger und Mitglied der Boygroup Westlife.   

## Biografie
Egan wuchs in einer neunköpfigen Familie in Sligo im Nordwesten der Republik Irland auf. Zu seiner Familie gehörten neben den Eltern Patricia und Kevin, auch seine Brüder Gavin, Tom und Colm sowie seine Schwestern Vivienne, Fenella und Marielle.
Er ist bekannt als Sänger der Gruppe Westlife, zu der er – wie die meisten seiner Bandkollegen – als Mitglied der Vorgängergruppe IOYOU kam. Für die Band schrieb er unter anderem die Songs Don’t Let Me Go und When You Come Around. Er spielt außerdem inner- und außerhalb der Band Instrumente wie Piano und Gitarre.
2013 nahm er an der 13. Staffel der britischen Fernsehshow I’m a Celebrity…Get Me Out of Here! teil, welche er gewann.
Seit Mai 2009 ist er mit Jodi Albert verheiratet und lebt mit ihr und den drei gemeinsamen Söhnen in Strandhill, in der Nähe von Sligo.

## Diskografie
Alben
- Home (2014)

Lieder
- Home (2014)
- I’ll Be (2014)